# Амур и Психея (Капитолийские музеи)
Амур и Психея (англ. Cupid and Psyche) — скульптурное изображение Амура и Психеи, древнеримская копия I—II ст. н. э. из несохранённого древнегреческого оригинала.
Найдена в Риме в винограднике каноника Паникале (vigna del canonico Panicale) на Авентинском холме в феврале 1749 года. После находки статуя передана в Капитолийские музеи, созданные по распоряжению папы Бенедикта XIV. В 1797 году в соответствии с условиями договора в Толентино, отвезена в Париж, вернулась в Рим только после падения Наполеона. Там она сохраняется до сих пор.

## Похожие статуи
В галерее Уффици во Флоренции находится скульптурное изображение Амура и Психеи в похожей позе, возможно, это копия (вариация) с того же самого оригинала. Флорентийская скульптура найдена несколько раньше капитолийской — в XVII веке. Она изображена на картине «Трибуна Уффици» англо-немецкого художника Иоганна Цоффани — возле её левого края.
«Амур и Психея» из Капитолийских музеев послужила источником вдохновения для многих скульпторов: известно множество подражаний, из которых самыми выдающимися являются скульптура «Амур и Психея» Антонио Кановы, авторские копии которого хранятся в Лувре и Эрмитаже.